# بلیزکان
بلیزکان (انگلیسی: BlizzCon) یک کنوانسیون بازی ویدئویی نیم‌سالانه است که توسط بلیزارد انترتینمنت برای ترویج بازی‌های بزرگ خود برگزار می‌شود. اولین بلیزکان در اکتبر ۲۰۰۵ در مرکز کنوانسیون آناهایم در ایالات متحده آمریکا برگزار شد که هنوز هم در آنجا برگزار می‌شود.
محتوای بلیزکان، ویژگی‌های مربوط به اطلاعیه‌های بازی‌ها، پیش نمایش از آینده بازی‌های بلیزارد انترتینمنت، جلسه‌های پرسش و پاسخ و نسخه‌های قابل بازی از بازی‌های مختلف بلیزارد می‌باشد. به شرکت کنندگان «کیسه کوله پشتی» ارائه می‌شود که شامل آیتم‌های مختلف بلیزارد، از جمله کدهای خریدنی برای محتوای درون بازی و مجسمه‌های کلکسیونی. به عنوان مثال، در بلیزکان سال ۲۰۰۵ یک کد بود که می‌توانست برای یک حیوان خانگی در بازی دنیای وارکرافت، که «تیره» نام داشت به کار رود.
« دعوت بلیزارد سراسر جهان » رویدادی مشابه بلیزکان است که در کشورهای دیگر غیر از ایالات متحده برگزار می‌شود.

## رویدادهای بلیزکان
| سال  | تاریخ       | تعداد شرکت کنندگان | اطلاعیه‌های بزرگ                                                       | کلیدهای بتا                   | نسخه‌های قابل بازی | کنسرت اختتامیه                  |
| ---- | ----------- | ------------------ | --------------------------------------------------------------------- | ----------------------------- | --- | ------------------------------- |
| ۲۰۰۵ | اکتبر ۲۸–۲۹ | ۸٬۰۰۰              | دنیای وارکرافت: جنگ‌های صلیبی سوزان                                    | جنگ‌های صلیبی سوزان            | دنیای وارکرافت: جنگ‌های صلیبی سوزان، استارکرفت: روح                                                                                         | آف‌اسپرینگ                       |
| ۲۰۰۷ | آگوست ۳–۴   | ۱۳٬۰۰۰             | دنیای وارکرفت: خشم پادشاه لیچ                                         | دنیای وارکرفت: خشم پادشاه لیچ | استارکرفت ۲، دنیای وارکرفت: خشم پادشاه لیچ                                                                                                 | Video Games Live                |
| ۲۰۰۸ | اکتبر ۱۰–۱۱ | ۱۵٬۰۰۰             | استارکرافت ۲ به عنوان یک سه‌گانه، دیابلو ۳: کلاس جادوگر                | استارکرفت ۲                   | دیابلو ۳، استارکرافت ۲: بال آزادی، دنیای وارکرفت: خشم پادشاه لیچ                                                                           | Level 80 Elite Tauren Chieftain |
| ۲۰۰۹ | آگوست ۲۱–۲۲ | ۲۰٬۰۰۰             | دنیای وارکرافت دیابلو ۳: کلاس راهب                                    |                               | دیابلو ۳، استارکرافت ۲: بال آزادی، دنیای وارکرافت: کاتاکلیزم                                                                               | آزی آزبورن                      |
| ۲۰۱۰ | اکتبر ۲۲–۲۳ | ۲۷٬۰۰۰             | دیابلو ۳: کلاس شکارچی شیطان، دیابلو ۳: میدان جنگ PVP                  |                               | دیابلو ۳، استارکرافت ۲: بال آزادی، دنیای وارکرافت: کاتاکلیزم                                                                               | تینیشس دی                       |
| ۲۰۱۱ | اکتبر ۲۱–۲۲ | ۲۶٬۰۰۰             | دنیای وارکرفت: مه از پانداریا                                         |                               | دیابلو ۳، استارکرافت ۲: قلب ازدحام، دنیای وارکرافت: مه از پانداریا                                                                         | فو فایترز                       |
| ۲۰۱۳ | نوابمر ۸–۹  | ۲۶٬۰۰۰             | دنیای وارکرافت: جنگ سالاران از درینور                                 |                               | دیابلو ۳: دروگر روح، قلب سنگی: قهرمانان وارکرافت، قهرمانان طوفان، استارکرافت ۲: قلب ازدحام، دنیای وارکرافت: جنگ سالاران از درینور          | بلینک ۱۸۲                       |
| ۲۰۱۴ | نوابمر ۷-۸  | ۲۶٬۰۰۰             | اور واچ, قلب سنگی: گوبلین‌ها در برابر گنوم‌ها، استارکرافت ۲: میراث خالی |                               | دیابلو ۳: دروگر روح، قلب سنگی: قهرمانان وارکرافت، قهرمانان طوفان، استارکرافت ۲: میراث خالی، دنیای وارکرافت: جنگ سالاران از درینور، اور واچ | متالیکا                         |

### بلیزکان ۲۰۰۵
حدود ۸٬۰۰۰ نفر از بلیزکان نخست که در ۲۸ و ۲۹ اکتبر ۲۰۰۵ برگزار شد، شرکت کردند. برای اولین بار، عموم مردم قادر به امتحان یکی از دو نژاد جدید قابل بازی (الف‌های خونی) در دنیای وارکرافت: جنگهای صلیبی سوزان بودند. دموی قابل بازی از حالت‌های تک نفره و چند نفره از بازی استارکرافت: روح، در دسترس بود؛ و اختتامیه با حضور گروه موسیقی پانک راک، آف‌اسپرینگ در کنسرت پایانی برگزار شد. در میان هدایای دیگر، شرکت کنندگان، یک کارت با دو کد ویژه دریافت کرد. یکی کد اجازه شرکت کنندگان به ثبت نام برای یک بازی بتا و و دیگری کدی برای به دست آوردن یک پت ویژه در بازی دنیای وارکرافت.

### بلیزکان ۲۰۰۷

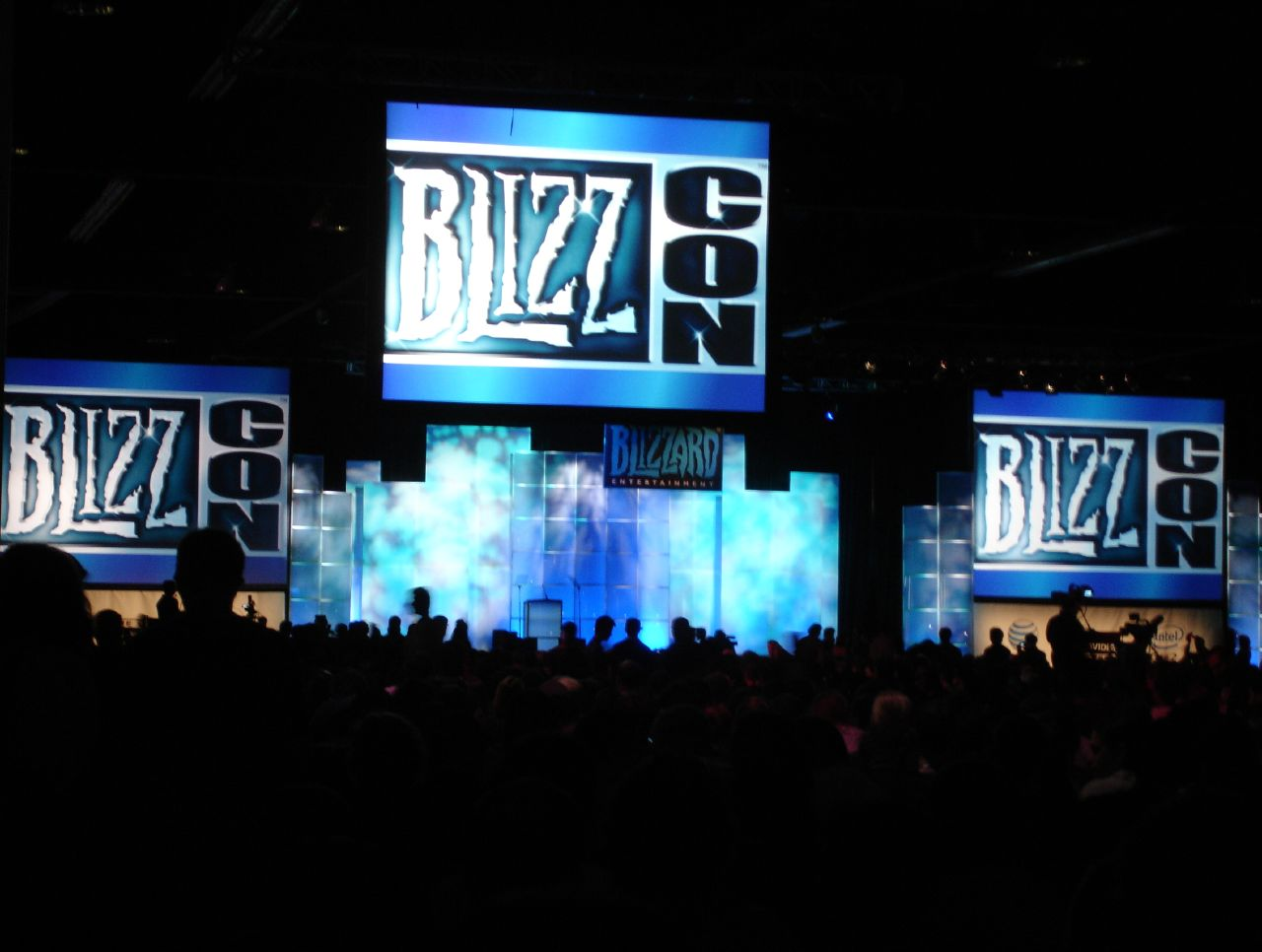
افتاتحیه بلیزکان 2007

در تاریخ ۱۲ آوریل سال ۲۰۰۷، بلیزارد اعلام کرد بلیزکان دوم را در مرکز کنوانسیون آناهایم و در تاریخ ۳ و ۴ آگوست سال ۲۰۰۷ برگزار می‌کند. بخش عمده‌ای از بازی استارکرافت ۲: بال آزادی مشخص شد و جلسه پرسش و پاسخ با شرکت کنندگان برگزار شد. بسته الحاقی دوم برای دنیای وارکرافت، با عنوان دنیای وارکرفت: خشم پادشاه لیچ، رسماً معرفی شد. کیسه کوله پشتی این سال شامل آیتم‌های مختلفی، از جمله یک کلید دسترسی به تست بتا از عنوان آینده خشم پادشاه لیچ و یک لباس پت برای استفاده در دنیای وارکرافت بود.

### بلیزکان ۲۰۰۸
در ۱۲ می ۲۰۰۸، بلیزارد اعلام کرد بلیزکان سوم را در ۱۰ و ۱۱ اکتبر سال ۲۰۰۸ اجرا می‌کند. مانند سال‌های گذشته، آن را در مرکز کنوانسیون آناهایم اجرا کرد و حدود ۱۵٬۰۰۰ نفر در این بلیزکان شرکت کردند. در این بلیزکان بلیزارد اعلام کرد که سری استارکرافت یک سه‌گانه مستقل خواهد بود. بلیزکان ۲۰۰۸ در هر دو روز، به مدت هشت ساعت در روز، زنده پخش شد.

### بلیزکان ۲۰۰۹

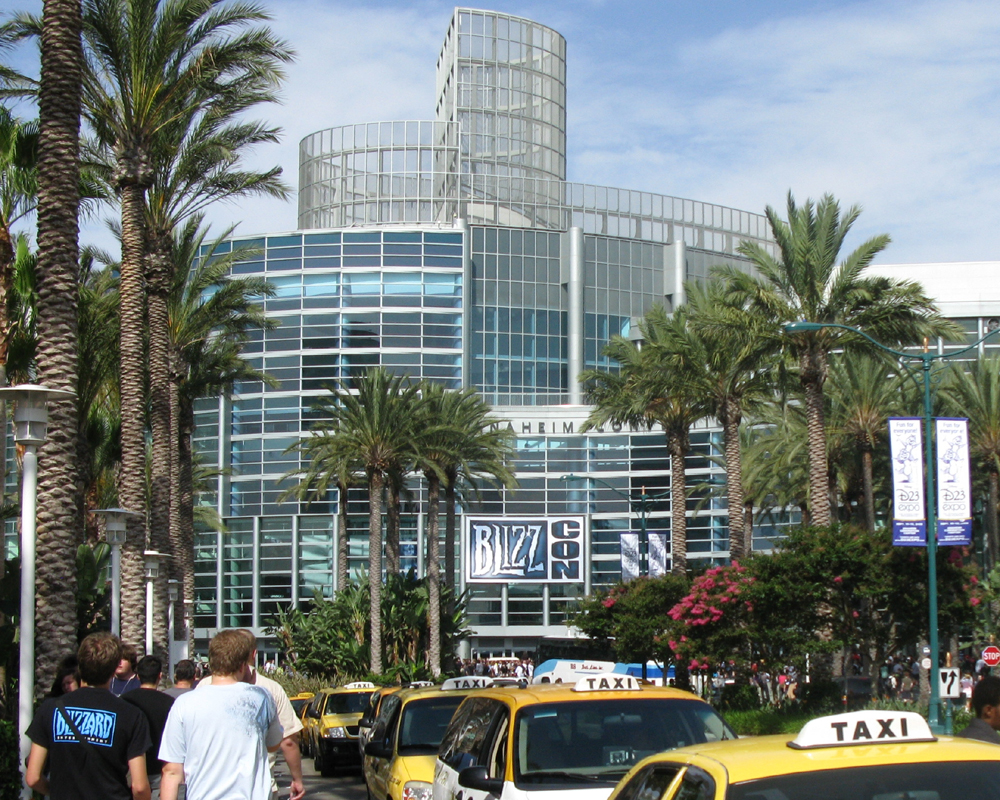
بلیزکان ۲۰۰۹ در مرکز کنوانسیون آناهایم

در ۱۷ فوریه سال ۲۰۰۹، بلیزارد اعلام کرد بلیزکان چهارم خود را دوباره در مرکز کنوانسیون آناهایم در ۲۱ و ۲۲ ۲۰۰۹ برپا می‌کند. در تلاش برای کاهش سرخوردگی مربوط به عدم در دسترس بودن بلیط کافی برای بلیزکان‌های قبلی، تعداد سالن‌ها از سه به چهار سالن، افزایش یافت. بتل.نت ۲٫۰ در این بلیزکان معرفی شد. بلیزارد در ۱۱ آگوست ۲۰۰۹ اعلام کرد که آزی آزبورن علاقه دارد در طول سال ۲۰۰۹ مراسم اختتامیه بلیزکان را انجام دهد.

### بلیزکان ۲۰۱۰
در ۲۵ مارس، ۲۰۱۰، بلیزارد اعلام کرد بلیزکان پنجم را، در مرکز کنوانسیون آناهایم در ۲۲ و ۲۳ اکتبر ۲۰۱۰ اجرا می‌کند. در شنبه، ۵ ژوئن، تمام بلیط‌های بلیزکان ۲۰۱۰ فروخته شد. این رویداد هم به مانند بلیزکان قبلی، هم به صورت اینترنتی و هم به صورت تلویزیونی پخش زنده شد.

### بلیزکان ۲۰۱۴
در در ۲۲ آوریل ۲۰۱۴ بلیزارد انترتینمنت اعلام کرد که بلیزکان ۲۰۱۴ در ۷ و ۸ نوامبر ۲۰۱۴ خواهد بود. هزینه بلیط استاندارد ۱۹۹ دلار بود. علاوه بر این، تعداد محدودی بلیطبه قیمت ۷۵۰ دلار برای کمک به بیمارستان کودکان در اورنج کانتی، به فروش رفت. در سال ۲۰۱۴، بلیط به جای فروشگاه بلیزارد از طریق ایونت‌برایت فروخته شد. اور واچ، یک بازی چند نفره جدید، توسط بلیزارد انترتینمنت در بلیزکان ۲۰۱۴ معرفی شد.